# Edward Reynolds

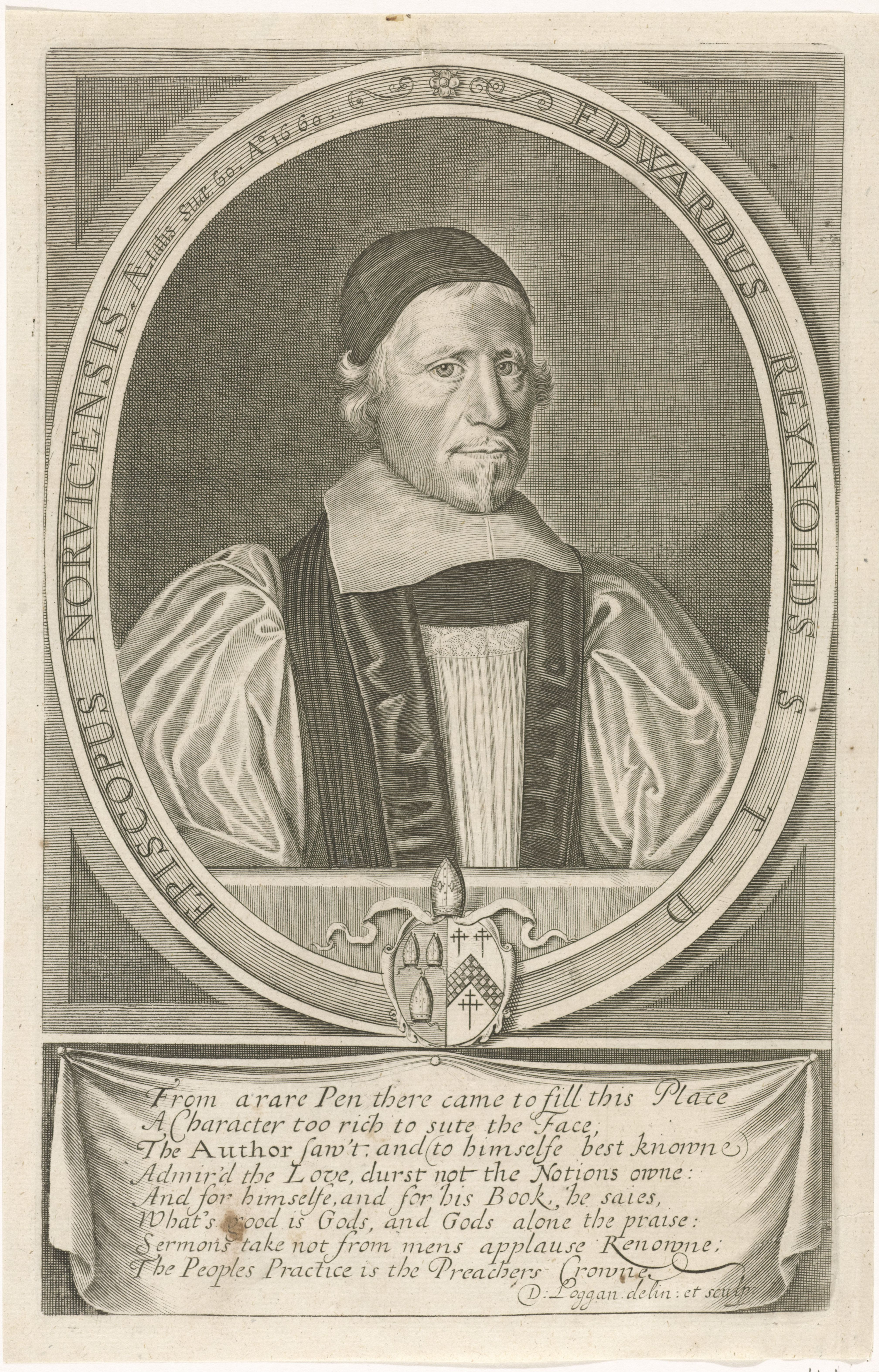
Edward Reynolds (Stich von David Loggan aus dem Jahr 1658)

Edward Reynolds (* November 1599 in Southampton; † 28. Juli 1676) war Bischof von Norwich der Church of England und Autor.

## Leben
Reynolds wurde in der Gemeinde Holyrood in der Nähe von Southampton geboren. Seine Eltern waren Augustine (Austin) Reynolds und seine Ehefrau Bridget. Im Jahr 1615 wurde Reynolds Leiter der Poststelle  von Merton College, 1620 Probekandidat der Bruderschaft. 1622 wurde er zum Lehrer im Lincoln’s Inn ernannt. Von 1627 bis 1628 diente er als Gemeindepfarrer in der All Saints' Church in Northampton, seit 1631 als leitender Pfarrer im Kirchenbezirk Braunston in der Grafschaft Northamptonshire. Im Englischen Bürgerkrieg 1642 war Reynolds auf Seiten der Presbyterianer.
Im Jahr 1643 nahm er als Synodaler an der Westminstersynode teil und verpflichtete sich 1644 auf das Bekenntnis von Westminster. Im Jahr 1648 wurde er der Dekan des Christ Church College in Oxford und der Vizekanzler der Universität von Oxford. Im Jahr 1651 lehnte er die sogenannte Engagement controversy ab und obwohl er ein Versprechen abgab, sich den Gesetzen zu beugen, unterschrieb er nicht den Eid auf die Humble Proposals of Sundry Learned and Pious Divines, so dass er im September 1650 sein Amt als Vizekanzler aufgeben musste. Im März 1651 wurde er als Dekan des Amtes enthoben, obwohl er in letzter Minute eine Zusage gab, eine eingeschränkte Fassung des Eides zu unterschreiben. Im Januar 1657 predigte er vor dem Parlament. Im selben Jahr wurde er Gemeindepfarrer in der Kirche „St. Lawrence Jewry“ in London. Im Jahr 1659 wurde er wieder als Dekan eingesetzt.
Nach dem Tod von Oliver Cromwell bemühte er sich zusammen mit anderen Presbyterianern um eine Verständigung mit Richard Cromwell. Am 11. Oktober 1658 wandte sich Reynolds sowohl in eigenem Namen als auch im Auftrag anderer presbyterianischer Geistlicher an den neuen Lordprotektor. 1659 predigte er zur Eröffnung der Sitzungsperiode vor dem Parlament. Seine Predigten vor dem Parlament und Londoner Prominenz in den Jahren 1659 und 1660 wurden zunehmend geprägt von der Notwendigkeit auf Frieden, Einheit, Mäßigung, Richtlinien für eine Wiederherstellung der Monarchie und einem Entgegenkommen gegenüber der Episkopalkirche.

## Die Zeit nach der Restauration
Im Jahr 1660, während der englischen Restauration, wurde Reynolds der Hofprediger von Charles II. Im selben Jahr wurde er zum Vorsteher von Merton College ernannt, zudem wurde er der Bischof von Norwich. Das Allgemeine Dankgebet des Book of Common Prayer, ein Bestandteil des anglikanischen Morgengebetes, wurde von ihm verfasst. Seine gesammelten Werke wurden 1658 und 1679, zuletzt zusammen mit seinen Memoiren im Jahr 1826 von Alexander Chambers veröffentlicht.

## Späte Jahre und Tod
Im Alter litt Reynolds stark unter Nierensteinen und Blasenschmerzen. Er verstarb am 28. Juli 1676 im bischöflichen Schloss und wurde am 9. August in der von ihm errichteten bischöflichen Kapelle in Norwich beigesetzt. Seine Frau Mary überlebte ihn. Ihre gemeinsame Tochter Elisabeth heiratete John Conant.